# Nadine Coyle
Nadine Elizabeth Louise Coyle (Derry, 15 giugno 1985) è una cantante nordirlandese.
Dopo alcune partecipazioni a festival di carattere musicale, ha partecipato al talent show britannico Popstars: The Rivals, dal quale è uscita vincitrice formando, insieme a Cheryl Cole, Sarah Harding, Nicola Roberts e Kimberley Walsh, il gruppo pop Girls Aloud. Facendo parte della formazione di questo complesso ha pubblicato sei album di grande successo commerciale. Nel 2010 ha debuttato come solista, firmandosi semplicemente come Nadine, presentando il singolo Insatiable, contenuto nell'omonimo album.

## Biografia

### Gli esordi
Nel 2001 partecipa alla versione irlandese del format dal successo mondiale Popstars, che si prefigge l'obiettivo di formare un gruppo pop composto da ragazzi e ragazze. Viene dapprima selezionata per entrare a far parte del nuovo gruppo musicale, ma poi squalificata perché aveva mentito sulla sua età: per partecipare al programma era necessaria avere almeno 18 anni, e lei ne aveva appena 16.
L'anno successivo, nel 2002, partecipa alla seconda edizione di Popstars nel Regno Unito, ovvero Popstars: The Rivals, venendo anche questa volta scelta e diventando così uno dei cinque membri delle Girls Aloud.

### Con le Girls Aloud
Con le Girls Aloud ha iniziato una carriera fortunata, incidendo numerosi dischi che risulteranno essere vendutissimi in Gran Bretagna e Irlanda da cui verranno poi estratti singoli diventati veri e propri successi. Nel 2007 ha anche fatto un cameo, insieme alle altre quattro componenti del gruppo, al film St. Trinian's, e fatto da testimonia per le tinture per capelli Sunsilk.
Per il gruppo ha anche partecipato alla scrittura di alcune canzoni, tra cui 100 Different Ways, inclusa nell'album What Will the Neighbours Say?, Why Do It, la b-side del singolo I Think We're Alone Now, e il primo singolo tratto dall'album Tangled Up, Sexy! No No No....
Nel 2009 ha duettato con i Boyz II Men per la canzone Back for Good, cover dell'omonima canzone dei Take That, inserita nell'album Love del gruppo.

### L'attività come solista
Durante il 2009, il gruppo ha deciso di sospendere temporaneamente le proprie attività per concedere alle componenti la possibilità di mettere in pratica i propri progetti personali. La cantante ha quindi avuto la possibilità di registrare il suo primo disco come solista. Il 10 settembre 2010 è stato presentato il suo primo singolo, intitolato Insatiable, che anticipa l'album di debutto intitolato anch'esso Insatiable, disponibile in Regno Unito dall'8 novembre dello stesso anno. L'album, accreditato semplicemente come Nadine, è stato pubblicato dall'etichetta discografica Black Pen e distribuito dalla Tesco. Entrambe le pubblicazioni si sono tuttavia rivelate un insuccesso commerciale.
Nel 2011 pubblica il singolo Sweetest High e annuncia di essere al lavoro per il secondo album solista, mentre l'anno successivo si è riunita al gruppo d'origine portando al termine l'attività di gruppo l'anno successivo.
Dopo alcuni anni di silenzio, nel 2017 ha pubblicato un nuovo singolo dal titolo Go to Work, uscito l'8 settembre per la Virgin/EMI. L'anno successivo ha pubblicato l'EP Nadine, da cui è stato estratto il singolo Girls on Fire.

## Discografia

### Album
- 2010 - Insatiable (Polydor)

### EP
- 2018 - Nadine

### Singoli
- 2010 - Insatiable
- 2011 - Sweetest High
- 2017 - Go to Work
- 2018 - Girls on Fire
- 2019 - Fool for Love
- 2020 - All That I Know